# بیلی کلیفورد (بازیکن فوتبال)
بیلی کلیفورد (انگلیسی: Billy Clifford؛ زادهٔ ۱۸ اکتبر ۱۹۹۲) بازیکن فوتبال اهل بریتانیا است.
از باشگاه‌هایی که در آن بازی کرده‌است می‌توان به باشگاه فوتبال کولچستر یونایتد، باشگاه فوتبال یئوویل تاون، باشگاه فوتبال چلسی، باشگاه فوتبال بورم‌وود، باشگاه فوتبال رویال آنتورپ، و باشگاه فوتبال والسال اشاره کرد.